# YoungBoy Never Broke Again
Kentrell DeSean Gaulden (Baton Rouge, 1999. október 20.) művésznevén YoungBoy Never Broke Again, vagy NBA Youngboy, a Never Broke Again nevű lemezkiadó alapítója, rapper, énekes és dalszerző. 2015 és 2017 között nyolc mixkazettát adott ki. 2017 vége felé az Atlantic Records lemezkiadóval kötött szerződést, akikkel további két mixkazettát adott ki. 2018 januárjában adta ki Outside Today című kislemezét, ami a Billboard Hot 100 listáján a 31. helyig jutott. Ez a dal volt a 2018-ban megjelent, Until Death Call My Name című debütáló stúdióalbumának fő dala is, ami a 7. helyet érte el a Billboard 200 listán. További dalai a Valuable Pain, a Slime Belief és a Genie.